# 687 Tinette
Tinette (asteróide 687) é um asteróide da cintura principal, a 1,9834549 UA. Possui uma excentricidade de 0,2719574 e um período orbital de 1 642,46 dias (4,5 anos).
Tinette tem uma velocidade orbital média de 18,04512853 km/s e uma inclinação de 14,86234º.
Esse asteróide foi descoberto em 16 de Agosto de 1909 por Johann Palisa.